# Trust (canción de Ayumi Hamasaki)
«Trust» es el tercer sencillo lanzado por la cantante Ayumi Hamasaki en agosto de 1998. El sencillo fue reeditado en formato maxisencillo en febrero del 2001

## Información
Poco a poco la cantante fue ganando popularidad, y este sencillo fue el primer de la artista en entrar en el Top 10 de las listas de los sencillo más vendidos de Oricon en Japón. El sencillo también se hizo bastante popular con una remezcla de estilo eurobeat (estilo de música bastante popular en las discotecas niponas), lo que sin duda aumentó en parte las ventas.
Para el lanzamiento de la compilación de grandes éxitos de Ayumi Hamasaki A BEST lanzada el 2001, la canción fue regrabada con la "nueva" voz de la cantante.

## Canciones
- CD3" (1998)

1. «Trust»
2. «Trust» ~Acoustic Version~
3. «Trust» ~Instrumental~

- CD5" (2001)

1. «Trust»
2. «Trust» (Acoustic Version)
3. «POWDER SNOW» (DEE MIX)
4. «Trust» (DJ SOMA GROW SOUND MIX)
5. «Trust» (EDDY YAMAMOTO CLUB MIX)
6. «Trust» (GROOVE THAT SOUL MIX)
7. «Trust» (Instrumental)

- Datos: Q2297029